# Humbê
Humbê também grafado hungbe, hùngbè ou vodungbé, é a língua ritualística sagrada dos voduns. Representa o elo entre o vodunce e o  vodum. Segundo a tradição, Maú (em fon, Mawu, divindade suprema e criadora que representa a lua) deu a cada uma das divindades uma linguagem especial e sagrada (em fon,  hungbe) que é falada pelos sacerdotes e pelos médiuns nas suas canções e orações.
O humbê se compõe do próprio idioma fon e de seus dialetos, mesclado com idiomas vizinhos como o gem (mina), o nagô (iorubá), o bariba, etc.. 
Para os praticantes do culto vodum,  humbê é  a linguagem que, ligada aos fundamentos recebidos, abre as portas da Nação ao iniciado e seu vodum. Quando o vodunce errar, o humbê será sempre o seu vínculo com a verdade. Só os iniciados,  os vodunces, o recebem. Equedes e ogãs, mesmo com cargos específicos, não  têm acesso à língua sagrada.[carece de fontes?]